# Jack Horsley
Jack Horsley (n. 25 septembrie 1951, Salt Lake City, Utah, SUA) este un înotător ce a reprezentat Statele Unite ale Americii, medaliat olimpic. A participat la o ediție a Jocurilor Olimpice (1968) în care a câștigat două medalii de bronz.